# John Ericson (ingenjör)
Ej att förväxla med John Ericsson, uppfinnare.
John Ernst Ericson, född 21 oktober 1858 i Skepptuna socken, Stockholms län, död 1927, var en svensk-amerikansk väg- och vattenbyggnadsingenjör. 
Ericson utexaminerades 1880 från Kungliga Tekniska högskolan i Stockholm och var verksam som brokonstruktör i Stockholm 1880-81. Han reste till USA 1881, där han först var järnvägsingenjör och anställdes vid Chicagos byggnadskontor 1884, från 1897 dess överingenjör med undantag för åren 1903-04, då han var direktör för allmänna arbeten.
Ericson förestod planläggningen och utförandet av en mängd offentliga arbeten, bland annat omkring hälften av Chicagos offentliga vattenledningssystem, uppgjorde ritningar till Seattles stora vattenverksystem och var ordförande i en kommitté för anläggning av tunnelbanor och hamnarbeten 1911-14. Han var ledamot av flera ingenjörsföreningar.